# Mathématiques-informatique
Les mathématiques-informatique (abrégées le plus souvent en maths-info.) sont une matière enseignée en classe de première littéraire dans le système éducatif français. Cette matière existe uniquement dans cette classe, et est sanctionnée d'une épreuve écrite à la fin de l'année.

## Objectifs de la matière
Les mathématiques-informatique ont pour buts principaux de :
- savoir représenter toutes sortes de données que l'élève pourra recueillir par la suite.
- développer l'esprit critique des élèves vis-à-vis de certains types de chiffres donnés par les médias (graphiques, pourcentages, etc.).
- permettre aux élèves de première L de se « réconcilier » avec les mathématiques en général, en leur proposant un aspect plus « pratique » des chiffres dans leur vie quotidienne.
- familiariser les élèves à l'outil informatique (d'où l'intitulé), qui pourra leur servir non seulement pour cette matière, mais également tout au long de leur vie. Cette matière insiste particulièrement sur les logiciels dits tableurs.

Cette matière ne cherche donc pas à apprendre de façon intensive cours, formules et exercices abstraits, mais plutôt à adapter les mathématiques à la vie quotidienne des élèves, afin de leur montrer que finalement, les chiffres, qu'on le veuille ou non, font partie intégrante de notre vie.

## Nature de l'épreuve
L'épreuve de mathématiques-informatique est obligatoire pour tous les élèves de première L, qui la passent normalement à la fin de l'année scolaire. Cette épreuve est notée sur 20 et compte pour le diplôme du baccalauréat littéraire (coefficient 2).
Cette épreuve se caractérise par :
- sa nature écrite, d'une durée de 1h30.
- deux exercices obligatoires (le plus souvent, l'un sur 12 points et l'autre sur 8 points).
- l'usage autorisé de la calculatrice (il est d'ailleurs fortement recommandé de l'utiliser lors de l'épreuve).
- enfin, il est presque toujours précisé que « la qualité de la rédaction, la clarté et la précision des raisonnements entreront pour une part importante dans l'appréciation de votre copie ». Ainsi, même les élèves n'étant pas très à l'aise avec les mathématiques peuvent espérer une note correcte.

Il faut remarquer que les énoncés du baccalauréat sont relativement longs, il ne faut donc absolument pas paniquer, et les réponses restent plus courtes que les questions…

## Contenu du programme de 2000
Pour être synthétique, le programme de mathématiques-informatiques le plus récent date de 2000, et est partagé en quatre grandes parties, d'un contenu quantitativement identique (soit environ entre 2 et 3 mois par partie) :
- La partie « pourcentages », où l'apprentissage des calculs de pourcentages est assez développé. On apprend par ailleurs aux élèves à commenter intelligemment les pourcentages donnés par les médias.
- La partie « statistiques », où l'accent est mis sur les calculs des outils statistiques de base (moyenne, médiane, quartiles, etc.) et le commentaire de données statistiques, surtout les diagrammes à moustaches.
- La partie « suites numériques », qui est LE chapitre nouveau de première L. C'est d'ailleurs le chapitre qui se rapproche le plus des mathématiques « traditionnelles ». On y étudie deux sortes de suites : suites arithmétiques et suites géométriques.
- La partie « représentations graphiques », plus axée sur les fonctions de base. Même si les buts recherchés sont le commentaire de graphiques et la compréhension globale des fonctions, le niveau mathématique de cette partie est cependant assez faible (il pourrait se situer entre les 3e et 2de générales).